# مارك ديفيس (لاعب كريكت بريطاني)
مارك ديفيس (26 فبراير 1962 في المملكة المتحدة - ) (بالإنجليزية: Mark Davis)‏ هو لاعب كريكت بريطاني. لعب مع نادي مقاطعة سومرست للكريكت ‏ وWiltshire County Cricket Club ‏.